# Месть ёлок
«Месть ёлок» (англ. Treevenge) — канадский хоррор с элементами чёрного юмора, режиссёра Джейсона Айзенера.

## Сюжет
Фильм показывает «обратную сторону» Рождества с точки зрения «живых ёлок». Сначала их срубают злобные и коварные дровосеки. Затем их небрежно загружают в кузов фургона, везут в город, где их покупают «наглые горожане», которые затем унижают их, наряжая игрушками. Но терпение елей подходит к концу и они начинают восстание, убивая всех людей, которые им попадаются, не жалея ни детей, ни домашних животных. Они расправляются с большинством жителей городка, где они были раскуплены, затем они уходят обратно в лес.

## Награды и номинации
- Приз зрительских симпатий за лучший короткометражный фильм — New York City Horror Film Festival (номинация)
- Приз зрительских симпатий за лучший канадский короткометражный фильм — Toronto After Dark Film Festival (победа)[1]
- Приз зрительских симпатий за лучший короткометражный фильм — Fantasia Film Festival (победа)[2]
- Приз зрительских симпатий за лучший короткометражный фильм — San Francisco Independent Film Festival
- Лучший монтаж — Atlantic Film Festival
- Поощрительная премия — Sundance Film Festival[3]